# 拿莫·伊漾
拿莫·伊漾（1998年9月21日—），舊漢名朱祥麟，臺灣棒球選手。2019年，於中華職棒季中選秀會中被味全龍隊第六指名選進，目前效力中華職棒味全龍，主要守備位置為一壘手 ，可兼任游擊手、外野手。

## 早年及背景
拿莫·伊漾一家故鄉位於花蓮縣瑞穗鄉，具有阿美族血統，出生於基隆市，從小在基隆長大。雙親皆為前田徑選手，父親朱瑞祥曾任基隆市議員。
姊姊為歌手舞思愛，堂哥為朱元勤。
在雙親的支持下，拿莫·伊漾從小接受棒球訓練，小學原本就讀八斗國小，因為棒球因素轉學至汐止國小，而後就讀新明國中、平鎮高中、開南大學。

## 職棒生涯
2019年中華職棒季中選秀會味全龍隊第四指名。
2021年3月26日，味全龍隊本季首場主場賽事，於天母棒球場迎戰來訪的富邦悍將隊，亦是朱祥麟首次一軍初登場，就一次包辦了首安、首打點、首轟，而味全龍最終也以3：0擊敗富邦悍將隊。
2021年12月6日，在社群軟體公布將名字改為族名拿莫·伊漾。

## 特殊事蹟
- 2021年4月8日，於天母棒球場對戰樂天桃猿隊的賽事中，5局上邱丹擊出投手前強襲球，鋼龍反手接球，但球卻卡在手套的縫隙，於是將手套（含球）拋給一壘手的朱祥麟完成出局，而在這個美技登上ESPN十大好球的第3名。[10]
- 2023年12月3日，台北大巨蛋迎接首次正式賽事，2023年亞洲棒球錦標賽，拿莫·伊漾代表中華台北對上韓國，於16,647名球迷的見證下，擊出大巨蛋史上第一支二壘安打，並且在隊友陳孝允安打下得到大巨蛋史上第一分，最終中華隊4:0獲勝。[11]
- 2024年5月18日，於天母球場對戰富邦悍將，9局下兩人出局面對富蘭戈擊出再見全壘打，也是從小到大的第一支再見全壘打

## 外部連結
- 拿莫·伊漾在台灣棒球維基館上的頁面（繁體中文）
- 拿莫·伊漾在澳洲職棒官網（英语）
- 拿莫·伊漾在中華職棒官網
- 拿莫·伊漾在Baseball-Reference.com（小聯盟以及海外聯盟）（英语）
- 拿莫·伊漾的Facebook專頁
- YouTube上的拿莫·伊漾頻道
- 拿莫·伊漾的Instagram帳戶